# 판지시르계곡

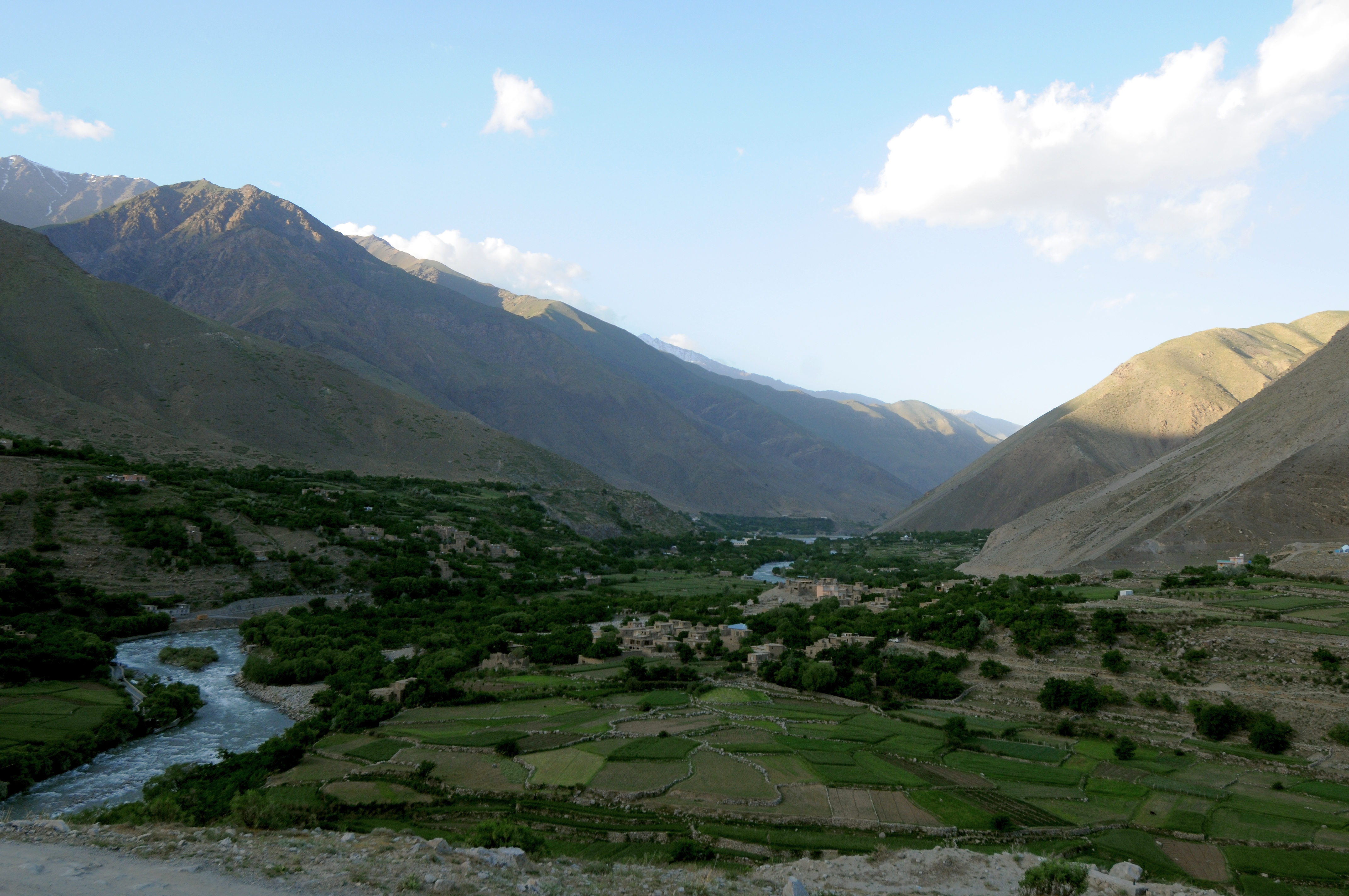
2011년 촬영한 판지시르계곡의 모습.

판지시르계곡(Panjshir Valley, 파슈토어: درهٔ پنجشير)은 아프가니스탄 동북부의 계곡으로 수도인 카불에서 동북쪽으로 약 150 km 떨어진 힌두쿠시산맥 능선 인근에 있다. 계곡 안을 흐르는 판지시르강이 판지시르계곡을 둘로 가르고 있다. 판지시르계곡에는 약 10만명의 주민이 거주하고 있으며, 주민 대부분은 아프가니스탄의 다수 민족인 타지크인이다. 2004년 4월에는 원래 파르반주에 속해 있던 지역에서 독립해 새롭게 판지시르주가 창설되었고 판지시르주의 중심부가 판지시르계곡이 되었다.

## 역사
1980년부터 1985년까지 소련–아프가니스탄 전쟁 기간 동안 소련의 지원을 받은 아프가니스탄 민주공화국에 대항해 지역 군벌 아흐마드 샤 마스우드를 사령관으로 한 무자헤딘이 여러 차례 방어한 판지시르 공세가 있던 장소이다.
판지시르계곡은 1996년부터 2001년까지 진행된 아프가니스탄 내전 당시 마수드가 이끄는 아프가니스탄 구국 이슬람 통일전선(북부동맹)과 탈레반 사이 내전이 일어난 주 장소였다. 판지시르계곡은 국제안보지원군(ISAF)의 지원을 받는 아프가니스탄 정부가 집권하던 시절 아프가니스탄 내에서 제일 안전한 지역으로 손꼽혔으며, 2021년 8월 말 군벌들이 아프가니스탄 국가저항전선을 조직해 아프가니스탄 내 탈레반 저항지의 보루로 만들고자 했다. 탈레반은 8월 22일 수백 명의 전투원을 판지시르계곡으로 보냈다고 발표했다. 2021년 9월 6일 탈레반은 판지시르계곡에서 저항세력을 분쇄하고 아흐마드 마수드의 저항전선 대변인이었던 파힘 다시티를 살해했다고 발표했지만, 저항조직은 판지시르계곡 내에서 활동하고 있는 것으로 확인되었다.

## 경제 및 지하자원
판지시르계곡에는 에메랄드 채취 광업의 근거지가 될 수 있는 잠재력을 가지고 있다. 기원 후 1세기 초 대플리니우스 가이우스 플리니우스 세쿤두스도 판지시르계곡의 보석에 대해 언급하였다. 중세 시대 판지시르계곡은 은광으로 유명했고 사파르 토후국과 사만 토후국의 왕조들이 판지시르계곡에서 은화를 주조했다. 1985년 판지시르계곡에서는 190 캐럿 (38 g)이 넘는 에메랄드가 발견되었으며 이는 콜롬비아 무조의 가장 우수한 결정과도 견줄 정도라고 평가받고 있다.
미군이 아프가니스탄을 장악한 이후 진행하기 시작한 재건 사업으로 판지시르계곡에 새로운 현대식 도로가 건설되고 수도인 카불로부터 날아오는 무선 신호를 수신할 수 있는 라디오 타워도 건설되면서 계곡에 건설붐이 일어났다. 또한 판지시르계곡에 있는 판지시르강의 댐과 수력발전소로 아프가니스탄의 전력 생산 중심지가 될 가능성도 있다.
판지시르계곡에는 아프가니스탄의 중요 고속도로도 있다. 거의 100 km에 달하는 길이로 힌두쿠시를 지나는 고속도로로, 이 고속도로는 해발고도 3,848 m의 아프가니스탄 북부 평원으로 이어지는 카왁 고개와 해발고도 4,430 m의 바다흐샨으로 이어지는 안주만 고개로 이 고속도로가 지나는 길은 알렉산드로스 3세(알렉산더 대왕)와 티무르 시절 군사 원정에서부터 사용되었던 경로이다.
2008년 4월에는 판지시르계곡에 10터빈 풍력 발전소가 건설되었다.

## 같이 보기
- 판지시르 분쟁